# 羽島市医師会准看護学校
羽島市医師会准看護学校（はしましいしかいじゅんかんごがっこう）は、岐阜県羽島市にある准看護師学校。社団法人羽島市医師会が運営する各種学校である。なお同医師会会館が設置されている。

## 学科
- 准看護科（2年課程卒業により准看護師試験の受験資格が与えられる）

## 沿革
- 1978年（昭和53年）12月23日：学校設立認可。
- 1979年（昭和54年）4月1日：社団法人羽島市医師会により羽島医師会立准看護婦学校として開校。
- 1989年（平成元年）3月31日：現校舎が竣工。
- 2002年（平成14年）5月10日：羽島市医師会准看護学校に改称する。

## 所在地
- 岐阜県羽島市江吉良町1997-1

## アクセス
- 名鉄羽島線 江吉良駅下車、南西約200m（徒歩で約5分）。